# Лагутенко, Иван Петрович
Лагутенко Иван Петрович (1885—1921) — революционер, участник революционного движения в Юзовке (Донецк), большевик.

## Биография
Начал работать на заводе НРО в Юзовке с 14 лет. В 1902 году, работая слесарем на металлургическом заводе, вступил в РСДРП.
В 1904 за участие в организации забастовки был уволен. Для того, чтобы найти новую работу, ему пришлось сменить паспорт (отметка о времени увольнения указывала на его участие в забастовке и старые документы стали «волчьим билетом»). Продолжал революционную деятельность.
В 1908 был снова арестован. Отсидел год в Бахмутской тюрьме, после освобождения возвратился в Юзовку.
В 1912 году, узнав о расстреле рабочих на Лене, начал собирать деньги в пользу семей погибших. За это был снова арестован царской охранкой. Вскоре был освобождён из-за недостаточности доказательств и эмигрировал в Америку. В Чикаго активно работал в Союзе индустриальных рабочих.

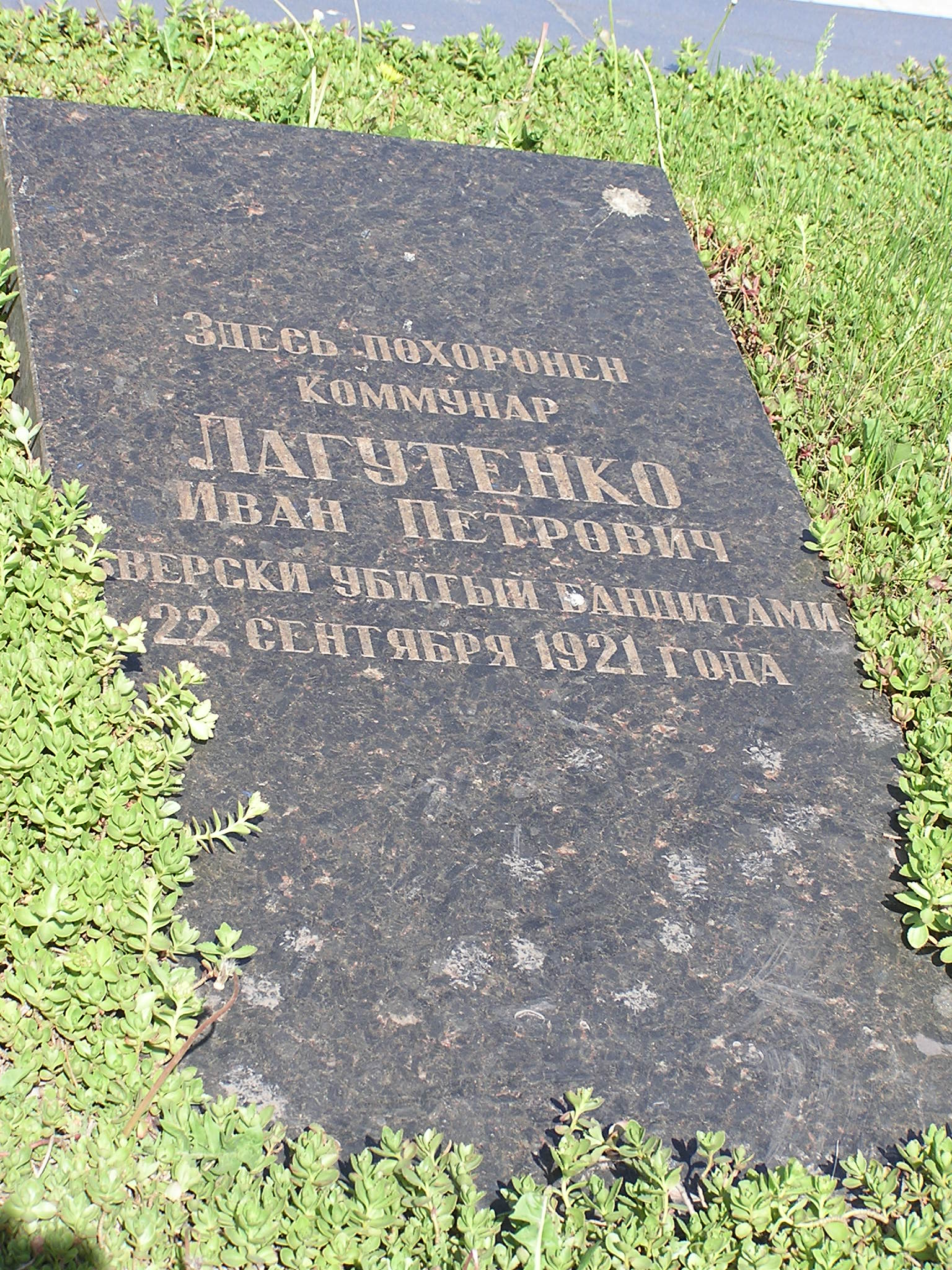

После Февральской революции 1917 года возвратился в Юзовку, был избран старостой механического цеха. 17 ноября 1917 Совет рабочих и солдатских депутатов назначил его комиссаром всех банков города.
Летом 1918 на подпольной партработе в городе,  член Юзовского парткома. В ноябре 1918 член Юзовского парткома под угрозой ареста казаками покинул город и присоединился к партизанскому отряду, действовавшему на Вознесенском руднике. Позже он руководил отрядом Красной гвардии; участник Гражданской войны. В 1919 и 1920 член Юзовского ревкома, руководил хлебозаготовками. Последняя должность — Председатель Юзовского отделения сельской потребкооперации.
Был застрелен бандитами 22 сентября 1921 года в доме напротив «Братской школы» (нынешний адрес: ул. Челюскинцев, 54).

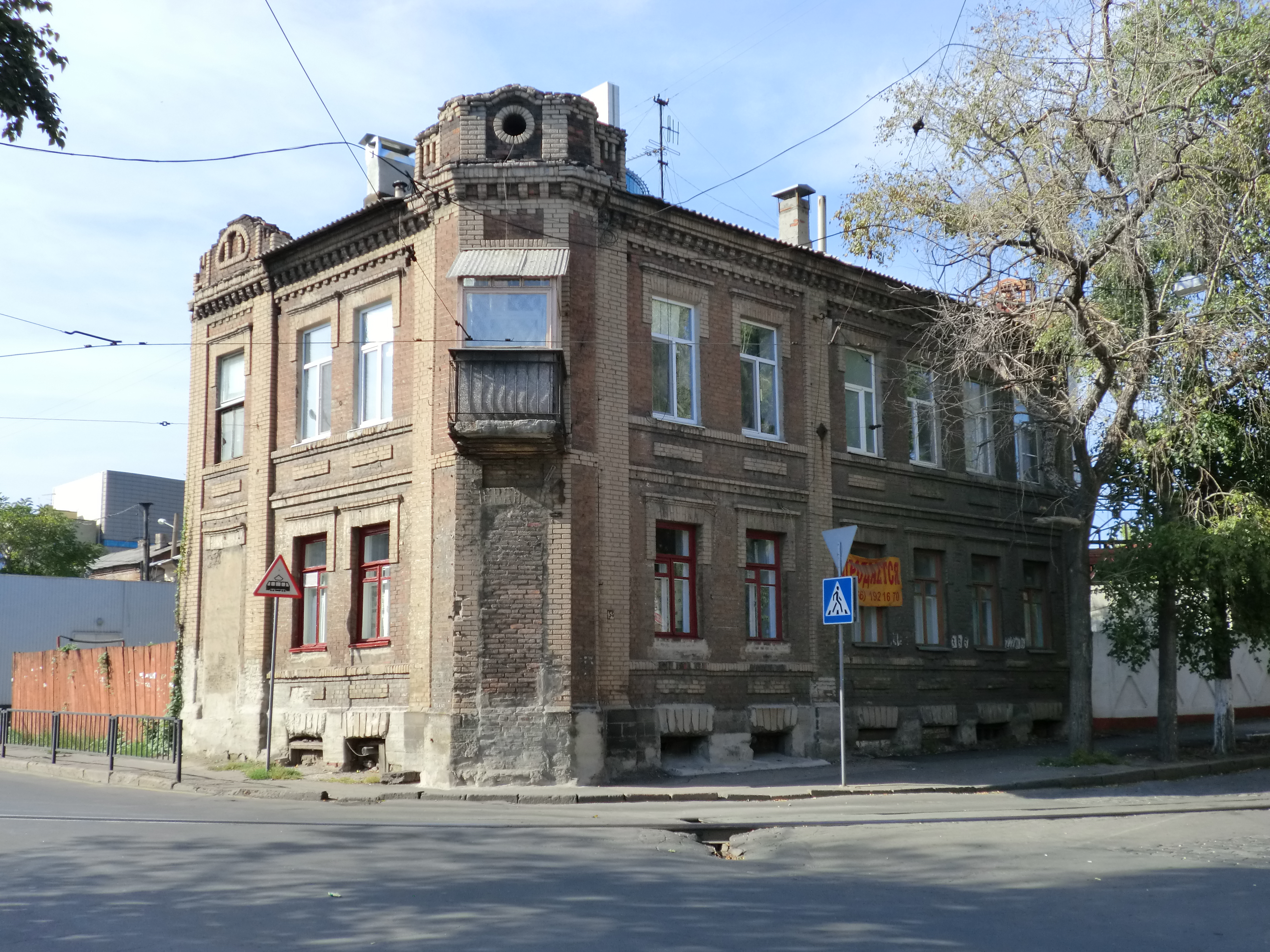
Дом, в котором был убит Лагутенко И. П

Похоронен в групповом мемориале в Ворошиловском районе Донецка.
В 1927 году его именем был назван Большой проспект в Донецке.